# Prinz-Albrecht-Palais
Prinz-Albrecht-Palais var et Rococo-palads i den historiske Friedrichstadt-forstad til Berlin, Tyskland. Paladset var beliggende på Wilhelmstrasse 102 i det nuværende Kreuzberg-distrikt i nærheden af Potsdamer Platz.

## Historie
Bygningen blev opført i 1737–39 i løbet af byudviklingen af de mindre gode grunde i det sydlige Friedrichstadt efter ønske af Frederik Vilhelm 1. af Preussen, og paladset skulle tjene som residens for den franske baron François Mathieu Vernezobre de Laurieux ( 1690-1748). Den velhavende baron og hans familie havde forladt Paris efter sammenbruddet af John Laws Mississippi Company i 1720 og blev ven med kongen. Den tre-etagers bygning havde en gårdsplads åben mod gaden, to "økonomiske" vinger på venstre og højre side af indgangen samt udstrakte haver i bagtil, der strækker sig op til Berlins toldmure i vest. Da kongen beordrede Vernezobre at gifte sin datter til Friedrich Wilhelm Quirin von Forcade de Biaix, som hun afviste, blev konflikten afværget ved at baronen opførte et ekstravagant residens for kongen i Husarenstraße, senere omdøbt til Wilhelmstrassetil ære for kongen, der døde i 1740.
Vernezobres arvinger blev nødt til at sælge grundene i 1760, og i 1772 blev de erhvervet af kongehuset i Hohenzollern som en sommerresidens for kong Frederik Vilhelms datter, prinsesse Anna Amalie af Preussen, den yngste søster af Frederik den Store. Efter hendes død i 1787 tjente paladset i 1796 som en karantænestation for den preussiske kronprins Friedrich Wilhelm, som undergik en spektakulær koppevaccination. Bygningen blev misvedligeholdt og slidt ned, efter at Napoleons tropper i 1806 brugte bygningen som et (våben)depot efter Slaget om Jena-Auerstedt.
Endelig, i 1830, blev det erhvervet af prins Albert af Preussen, den yngste søn af kong Frederik Vilhelm 3. af Preussen, efter hans ægteskab med prinsesse Marianne af Nederlandene. Han fik paladset ombygget som sin bopæl af Karl Friedrich Schinkel, omgivet af en park, der blev anlagt efter planer designet af Peter Joseph Lenné, herunder en stald til heste og en skøjtebane åben for offentligheden. Prinsens ægteskab viste sig imidlertid at være ulykkeligt, parret indgik skilsmisse i 1849, og Albert indgik et morganatisk ægteskab med Rosalie von Rauch, hvorfor han måtte forlade det preussiske hof. Han flyttede til den saksiske hovedstad Dresden, hvor han fik Schloss Albrechtsberg opført af arkitekten Adolf Lohse, der fra 1860 til 1862 også renoverede Berlin-paladset. I mellemtiden var det tidligere fjerntliggende område blevet et vigtigt knudepunkt med åbningen af de nærliggende jernbanestationer Potsdamer Bahnhof og Anhalter Bahnhof i 1838 og 1841.
Efter prins Alberts død i 1872 blev bygningen arvet af hans søn prins Albrecht. Ejendommen blev administreret af portieren August Sabac el Cher, en afro-tysk stammende fra sudanesisk Kordofan, der blev "præsenteret" for sin far af Wāli Muhammad Ali Pasha i Kairo i 1843. Bygningen forblev i privat eje af Hohenzollern-dynastiet selv efter den tyske revolution 1918–1919.
I 1926 blev den store Europahaus bygget i de bagvedliggende haver. Fra 1928 til 1931 blev paladset lejet af den tyske regering og brugt som et statsligt gæstehus, hvor gæster som kong Amānullāh Khān i 1928 og kong Fuad I af Egypten i 1929 boede på paladset.
Det sidste kapitel i paladsets historie begyndte efter nazisternes Machtergreifung i 1933. I maj flyttede hovedkvarteret for det nyoprettede Gestapo-politi ind i en nabobygning rundt om hjørnet på Prinz-Albrecht-Strasse. Reichsführer Heinrich Himmlers Sicherheitsdienst tog i 1934 kontrol over Gestapo, flyttede Sicherheitsdienst-chef Reinhard Heydrich fra München Prinz-Albrecht-Palais. I 1935 blev også de nærliggende bygninger ved Wilhelmstrasse 101 og Wilhelmstrasse 103/104 overtaget og integreret i det store kompleks, der i 1939 blev hovedkvarter for SS-Reichssicherheitshauptamt (RSHA).
Paladset og de tilstødende bygninger blev ødelagt under slaget ved Berlin i et RAF-luftangreb den 23. november 1944. Området med bygnignerne blev besat af den sovjetiske militæradministration af Tyskland, men blev senere inkorporeret det allierede besatte Berlin. Ruinerne blev revet ned i 1955, men grunden blev efterladt ubebygget. I 1961 afsagde prins Louis Ferdinand af Preussen, øverst i Hohenzollern-huset, officielt alle krav om ejendommen. I dag bruges området til udstillingen Topographie des Terrors, der fokuserer på menneskerettighedsovertrædelser i den nazistiske politistat.
52°30′22″N 13°23′08″Ø / 52.5061°N 13.3856°Ø